# 牛蒡餅

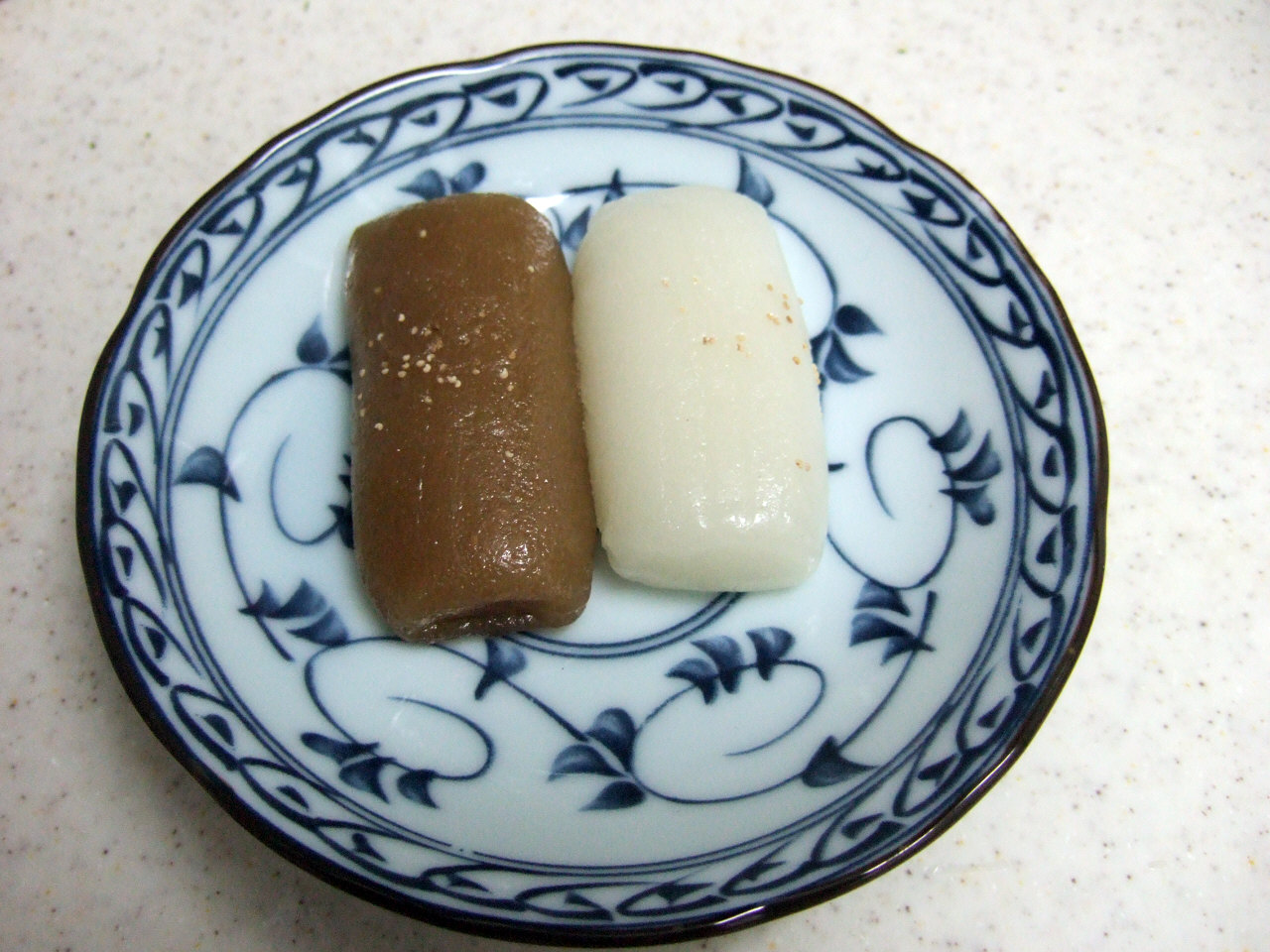
牛蒡餅

牛蒡餅（ごぼうもち）は、長崎県平戸市の郷土菓子。大島糖（黒砂糖）または上白糖とうるち米の粉から作った餅に芥子の実をまぶして作る。「牛蒡」という名称ながらゴボウは使われていない。
なお、この項目では、江戸時代に存在したゴボウを原料とする揚げ菓子の一種である同名の牛蒡餅についても記す。

## 歴史
平戸市では、16世紀に倭寇の頭目五峰王直から製法を学んだと伝えられており、色と形がゴボウに似ていることから名づけられたという。かつては黒砂糖のみを使って細長く作り、鎮信流の茶席で切り分け供していたもので、平戸の町家においても慶弔時の贈答用に多く使われてきた。今日では土産用としても広く製造販売用されていて、上白糖を使用した白い牛蒡餅をはじめ、ヨモギを使ったものなど店によっていくつかの種類がある。
現在平戸で作られている牛蒡餅の原形は、平戸藩松浦家で1845年（弘化2年）に作られた『百菓之図』にある「山椒羹」だと考えられている。これはゴボウを使わず蒸すようになっており、現在の形にかなり近い。

## ゴボウを原料とする牛蒡餅
1643年（寛永20年）に著された「料理物語」をはじめ江戸時代の様々な料理本には牛蒡餅の名があり、これは一般的な菓子であった。当時の製法では、煮て柔らかくしたゴボウをすりおろし、米粉や砂糖とともにこねて生地とする。これを丸めて成形し、熱湯で茹でた後に胡麻油で揚げ、仕上げに煎じた砂糖や砂糖蜜に絡ませている。生地に卵を混ぜ、茹でずに揚げるものもあり、16世紀にポルトガルから伝わった南蛮菓子の「ひりょうず（フィリョーシュ）」との関連も指摘されている。